# 布魯斯 (澳大利亞國會選區)
布魯斯選區（英語：Division of Bruce），是澳大利亞維多利亞州的下議院選區，位於州府墨爾本東郊。面積68平方公里。
選區始於1955年，選區名紀念第八任總理史坦利·墨爾本·布魯斯。1996年以前是自由黨的安全選區，但此後因選區南擴後就成為工黨的選區。目前當區議員是工黨的亞倫·格里芬。